# 西日本電視台
株式會社西日本電視（日语：／ Terebi Nishi-Nippon */?），通稱西日本電視台，簡稱TNC，是日本一家以福岡縣為放送地域的電視台，1958年8月28日開播，為富士電視台系列聯播網（FNS及FNN）成員，呼號為JOJY-DTV，遙控器號碼是8頻道。西日本電視台是富士電視台系列聯播網最早開播的電視台，但開播時是日本電視台系列聯播網的成員。

## 資本構成
下表列出2020年3月31日時西日本電視台的主要股東：
| 資本金        | 發行股份總數 | 股東數 |
| ------------- | ------------ | ------ |
| 3億5250萬日元 | 70,500股     | 603    |

| 股東                   | 持股數  | 比例  |
| ---------------------- | ------- | ----- |
| 西日本新聞社           | 4,560股 | 6.46% |
| 電通集團               | 3,600股 | 5.10% |
| 富士媒體控股           | 3,560股 | 5.04% |
| 西日本電視台員工持股會 | 3,420株 | 4.85% |
| 西日本都市銀行         | 3,100股 | 4.39% |
| 福岡銀行               | 1,600股 | 2.26% |
| 日本製鐵               | 1,500股 | 2.12% |
| 田中恭生               | 1,430股 | 2.02% |
| 木曽節文               | 1,200股 | 1.70% |
| 安部幸昭               | 1,000股 | 1.41% |
| 竹中工務店             | 1,000股 | 1.41% |

## 歷史

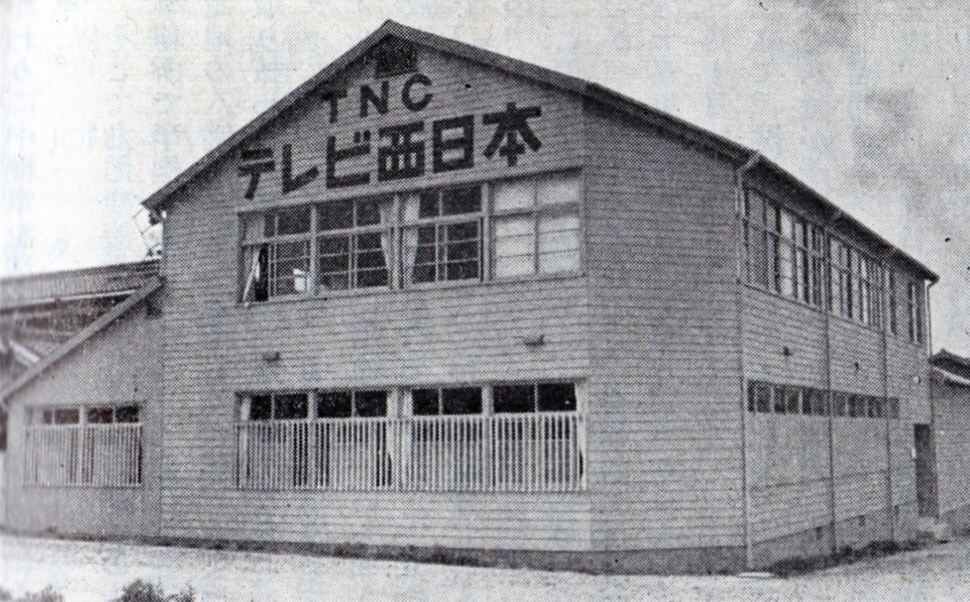
西日本電視台第一代總部竣工前使用的臨時總部

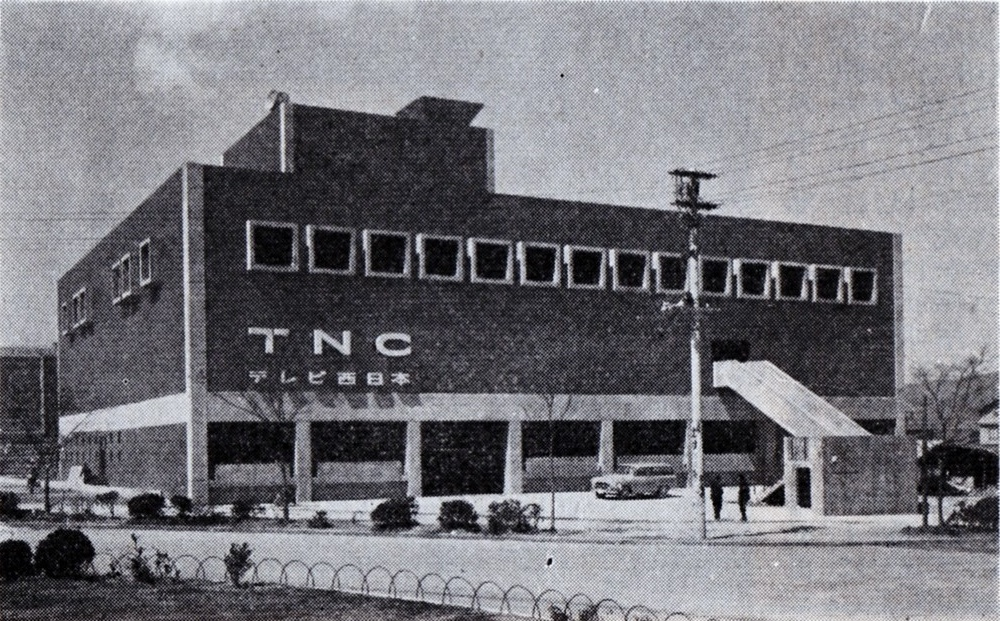
西日本電視台位於八幡市的第一代總部

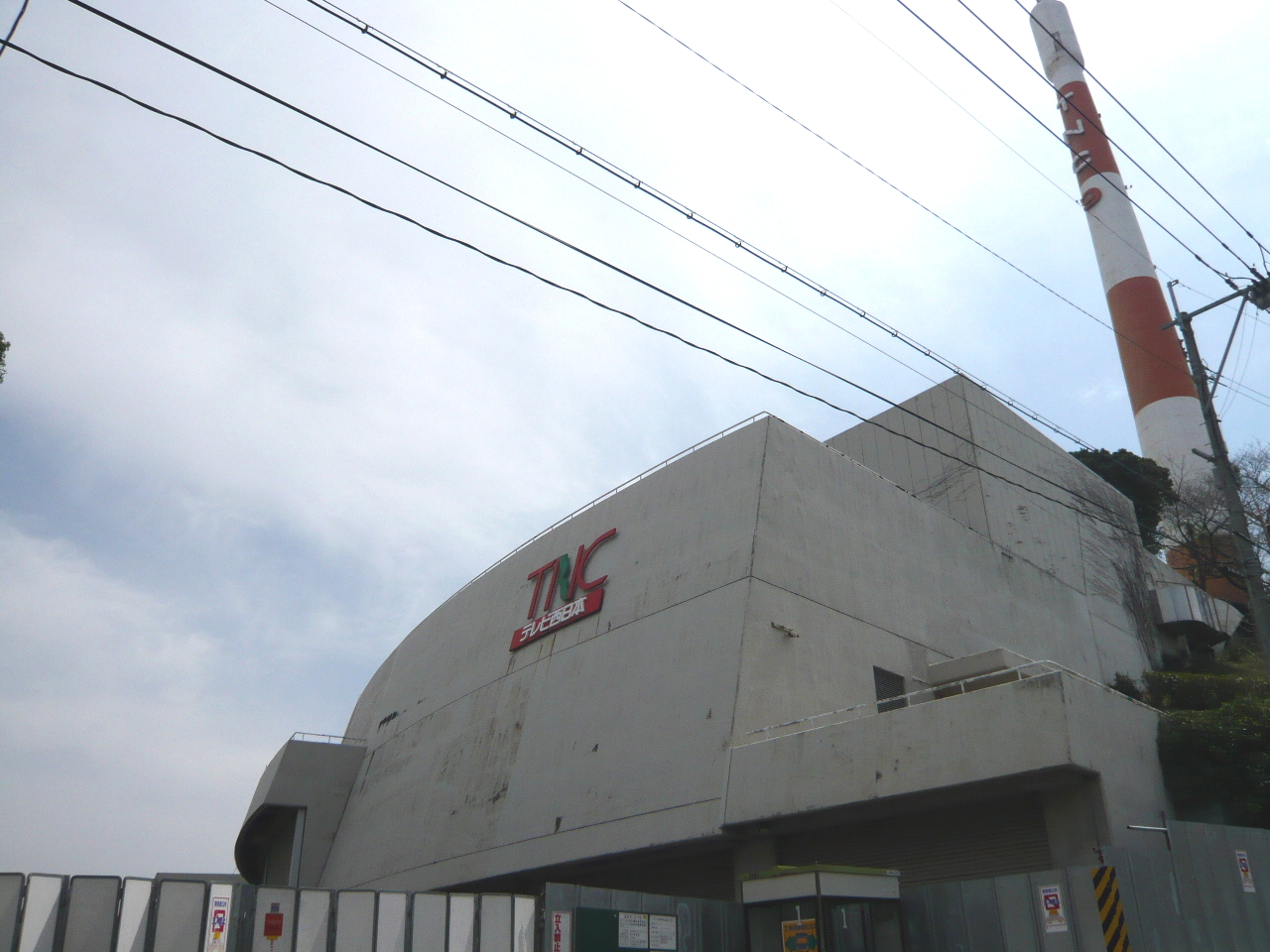
位於福岡市高宮的TNC福岡放送會館，現已拆除

1957年郵政省發布電視用第一次頻道計劃後，福岡縣有西日本新聞社出資的「西日本電視台」和朝日新聞社出資的「九州朝日放送」等業者申請電視播出執照:29。1957年10月22日，西日本電視台以「盡可能和九州朝日放送合併」為前提，有條件獲得籌備執照；因此，當時西日本電視台的出資比例是西日本新聞社佔七成、朝日新聞社佔三成:30-31。在1958年1月7日舉辦的第二次創立人總會上，西日本電視台決定在八幡市皿倉山修建訊號發射站:31。同年4月1日，西日本電視台正式登記設立公司:31。由於當時東京都兩大核心局之一的東京電台電視台在福岡縣已和RKB每日放送有聯播網關係，西日本電視台加入了東京另一核心局日本電視台的聯播網。8月3日，西日本電視台發射檢驗圖試驗訊號:32-33。8月15日，西日本電視台開始進行試播:102。8月28日早晨8時40分，西日本電視台正式開播（和日本電視台聯播網在近畿地方的成員讀賣電視台是同一天）:24。開播當天，日本首相岸信介發表了賀詞:104。開播第一年，西日本電視台雖達成營業額2億日元，但因初期費用龐大而錄得1,600萬日元的赤字。但在次年，西日本電視台就實現營業額超過4億日元，並且實現2,600萬日元的盈利:350。
開播翌年，西日本電視台即成立了工會:109。1961年3月18日，由於勞資雙方就工資進行的談判破裂，西日本電視台工會發動了為期一週的罷工:39。翌年3月，西日本電視台亦發生過工會佔領訊號發射站，導致西日本電視台在3月24日至4月7日時停播的大規模罷工:39。
由於當時福岡縣分為北九州和福岡兩個播出地區，西日本電視台獲得的是北九州地區的播出執照（九州朝日放送則獲得福岡地區播出執照），因此西日本電視台最初只在北九州地區發射訊號:36。1960年夏季，西日本電視台和九州朝日放送均表示無意和對方合併:112。同時，西日本電視台開始試圖將福岡地區納入播出地區，並獲得了郵政省和九州朝日放送的同意:36。此後，西日本電視台在福岡市上高宮町購買土地用於修建福岡總部，1962年竣工:39。1962年2月14日，西日本電視台開始在福岡地區播出節目:39。
1960年代初，日本電視台的大股東讀賣新聞社積極進出九州市場，引發西日本新聞社的強烈不滿:41。且當時山口縣瀨戶內海沿岸地區同時能收看到西日本電視台和日本電視台聯播網另一成員山口放送的節目，兩者之間發生競爭:41。加上西日本新聞社和富士電視台的大股東產經新聞社有合作關係:41，上述三點原因促使西日本新聞社要求西日本電視台更換聯播網。1964年7月1日，西日本電視台對日本電視台表示將退出日本電視台聯播網、加入富士電視台聯播網，並於10月1日正式實行:41。在1964年東京奧運會時，西日本電視台派出了7人參與轉播:135。
1966年7月20日，西日本電視台播出第一個彩色節目《小獅王》。翌年4月，西日本電視台黃金時段34%的節目實現彩色化:78。1970年4月，西日本電視台實現黃金時段節目全部彩色化、全日節目76.8%彩色化:79。1967年度，西日本電視台的營業額達22億日元，盈利達4億日元:350。1971年4月30日，西日本電視台員工古賀正章在進行新聞取材時乘坐的小型飛機墜毀，古賀正章殉職:172。
1973年1月第一週，西日本電視台以19.4%的收視率首次獲得黃金時段收視率冠軍:178。翌年，西日本電視台在將福岡總部進行大規模擴建的同時，將登記總部和主控室等重要設施從八幡市搬遷至福岡市:44-47。同年11月13日，西日本電視台開始從高宮總部發射訊號:47。1979年，西日本電視台導入了電子新聞採集（ENG）系統，令新聞採訪編輯效率飛躍性提高:80。翌年，西日本電視台開始實施週休二日制:206。1981年，西日本電視台導入了企業識別，啟用新商標:210；同年，西日本電視台和美國夏威夷州KGMB電視台簽訂姊妹台協議，KGMB成為西日本電視台第一個海外姊妹台:211。1982年，西日本電視台開始播出立體聲電視節目:215。西日本電視台在1986年和中國大連電視台簽訂友好協議，大連電視台成為其第二個海外合作電視台:233。1987年度，西日本電視台的營業額首次超過100億日元:351。1989年，西日本電視台導入了衛星新聞轉播（SNG）系統:81-82，同年度西日本電視台憑藉全日9.2%、黃金時段16.4%、晚間時段16%的平均收視率首次獲得收視率三冠王:353。此後至1996年度，西日本電視台連續8年獲得收視率三冠王:353。2003年，西日本電視台時隔7年再次獲得收視率三冠王:353。
西日本電視台還在世紀之交進一步加強了國際合作。1999年，西日本電視台和韓國釜山廣播（PSB）簽訂合作協議:297。2002年，西日本電視台和法國電視三台簽訂了姊妹台協議:310，同年西日本放送還和釜山廣播共同製作節目:311。2004年，西日本電視台和大連電視台、釜山廣播舉辦台長會議，發布共同宣言以加強合作；此後三家電視台多次共同製作節目:321。
1996年，西日本電視台總部從高宮搬遷至百道濱:44。1999年1月，西日本電視台開設了官方網站:296。同年福岡縣進行了數位電視實驗播出:296。2006年7月1日，西日本電視台正式開始播出數位電視訊號，頻道的遙控器號碼從類比電視時代的9頻道改為8頻道，和富士電視台一致:87。2011年7月24日，西日本電視台停止播出類比電視訊號:89。受到富士電視台收視率低迷的影響，2018年年度，西日本電視台的收視率在福岡各台中位列第四位。
西日本電視台積極參與在地貢獻事業。西日本電視台在福岡市展開植樹活動，為福岡市種植了超過2,000株楠樹:49。1961年至1970年，西日本電視台在北九州市舉辦「北九州名士劇」活動，在北九州市普及傳統戲劇文化:50-51。西日本電視台還在1977年發起兒童醫院募款活動，利用募得善款在福岡市修建了日本第9家兒童醫院:52-53。

## 節目
西日本電視台在試播期間就播出了自製的新聞節目:102。1963年三井三池煤礦爆炸時，西日本電視台播出了新聞特別節目，現仍保存有這一事故的大量影像資料:128。1970年，西日本電視台的自製新聞節目實現彩色化:166。翌年西日本電視台在韓國首爾開設支局，成為其首個海外支局:170。西日本電視台在1979年對朴正熙暗殺事件及全斗煥政變的報道獲得了這一年FNN12月最優秀賞:204。1981年，西日本電視台關閉首爾支局，開設波恩支局:211。西日本電視台波恩支局續天記者在1989年獨家將東德民眾拆除柏林牆的影像畫面傳至日本，令《FNN Super Time》得以在日本的電視台中率先播出柏林牆崩潰的新聞:391-393。西日本電視台因此獲得了同年11月的FNN月間最優秀賞:249。1997年，西日本電視台關閉波恩支局，開設曼谷支局:285。2017年，西日本電視台關閉了曼谷支局，改在FNN首爾支局派遣特派員。
1973年開始，西日本電視台的自製新聞不再只是朗讀原稿，開始由主播露臉播出:178。同年3月，西日本電視台開始在週一至週五播出地方新聞節目《TNC新聞4·45》（TNCニュース4·45）:178。1978年至1984年播出的《電視港TNC》是西日本電視台首個大型帶狀地方新聞節目:383。1984年，由於富士電視台的傍晚新聞節目更名，西日本電視台的傍晚新聞節目亦改名為《TNC Super Time NEWS&SPORTS》:223。2015年開始，西日本電視台的帶狀地方新聞節目和上午的自製資訊節目同樣以「百道濱」為名。現在西日本電視台的傍晚新聞節目名為《百道濱商店 特報Live》（ももち浜S 特報ライブ）。2005年開始，西日本電視台還在每週六上午播出自製的新聞資訊節目《福岡NEWS File CUBE》，聚焦福岡本地新聞及社會動態。
西日本電視台製作的第一個大型資訊節目是1967年開始在每週六午後播出的《週六攝影棚》（土曜スタジオ）:378。1973年，西日本電視台開始製作帶狀資訊節目《你的11》（あなたの11）:378。現在西日本電視台在平日上午播出的帶狀自製資訊節目是《百道濱商店》。該節目是自1998年開始播出的長壽節目:381。《華丸・大吉的要做什麼呢?》則是現在西日本電視台唯一在黃金時段播出的自製綜藝節目，也是福岡當地漫才組合博多華丸・大吉的冠名節目。
1963年，西日本電視台首次自製電視劇，其第一部作品是《赤火何時》（赤い火を何時か），由石坂浩二主演，並且參加了第18屆藝術祭:58。翌年西日本電視台製作了青島幸男主演的《珍遊俠傳》和藝術祭參選作品《聖火》兩部電視劇:59。在1983年的開播25週年之際，西日本電視台製作了改編自松本清張小說的紀念電視劇《西海道談綺》:60。此後西日本電視台還製作過歷史題材電視劇《日本之夏—重光葵的半生》，《悲劇宰相—廣田弘毅的生涯》等作品:60-61。2013年，西日本電視台的開播55週年紀念電視劇《明太子夫婦》不僅獲得高收視率和銀河賞肯定，還成功製作了同名電影。
西日本電視台自開播至今已製作超過300部紀錄片:63。1989年，西日本電視台的開播30週年特別節目《諾門罕50週年的證言》獲得了日本民間放送聯盟賞、銀河賞等多個獎項肯定:249。

## 攝影棚
在開播至1960年3月時，西日本電視台在八幡市皿倉山的訊號發射站和同樣位於八幡市的臨時總部辦公。皿倉山頂的訊號發射站是一座鋼筋混凝土2層建築，設有主控室、播音室、電源室、值班室、接待室等設施，兼具播出和員工值班時的生活據點機能:32。臨時總部則是一座兩層高的木質建築，作為事務辦公據點使用:33。1960年3月31日，位於八幡市本町的西日本電視台第一代總部竣工。這座建築地上有3層、地下有1層:31-32，總樓面面積5,169.6平方公尺:112。總部前有一廣場，名為小伊藤山公園:36-37。
西日本電視台的第一代福岡總部位於福岡市高宮地區。這座建築最初是一座高兩層，總樓面面積365.12平方公尺的訊號發射站，並設有63米高的電視塔:77。1965年至1966年，西日本電視台在福岡訊號發射站鄰接處修建福岡放送會館。這是一座扇形建築，地下一層、地上有三層，設有面積達462平方公尺的攝影棚:77-78。1966年7月31日，西日本電視台正式啟用福岡放送會館:144。此後西日本電視台的節目製作中心逐漸從八幡轉移到福岡:78。1973至1974年，由於總部從北九州市搬遷至福岡市，西日本電視台對福岡放送會館進行大規模擴建:44-47。因高宮總部修建在一座小丘上，因此當時西日本電視台使用過「來自綠之丘的Happyppy」（緑の丘から、ハッピーピッ）這一宣傳標語:48。福岡放送會館擴建工程竣工後，北九州放送會館被關閉:183，並在1975年以3.45億日元的價格出售:186。
1991年，西日本電視台和日本生命、清水建設等企業以「多媒體城市構想」共同參與福岡市海濱百道開發計劃並中標:54。1993年12月，西日本電視台開始在百道濱地區修建第二代福岡總部，並在1996年3月29日竣工:54。同年8月8日開始，西日本電視台開始從百道濱總部播出節目:54-55。該建築的總樓面面積達53,232平方公尺，地下部分2層、地上部分21層，高100米，由竹中工務店施工，是福岡縣最高的辦公樓之一。大樓1至3層是商業設施Paveria，4至7層是西日本電視台的辦公空間，8層以上則是出租辦公樓。

## 註释
1. ↑  「三冠」指全日（6:00-24:00）、黃金時間（19:00-22:00）、晚間時段（19:00-23:00）三個時段皆獲得收視率第一。

## 外部連結
- TNC 西日本電視台 （页面存档备份，存于）
- てれビー@TNC西日本電視台的X（前Twitter）
- ビーズ＠TNC西日本電視台的X（前Twitter）
- 西日本電視台的Facebook專頁
- てれビー＠西日本電視台的Instagram帳戶
- YouTube上的西日本電視台「Bee Channel」頻道